# Movimento Slow

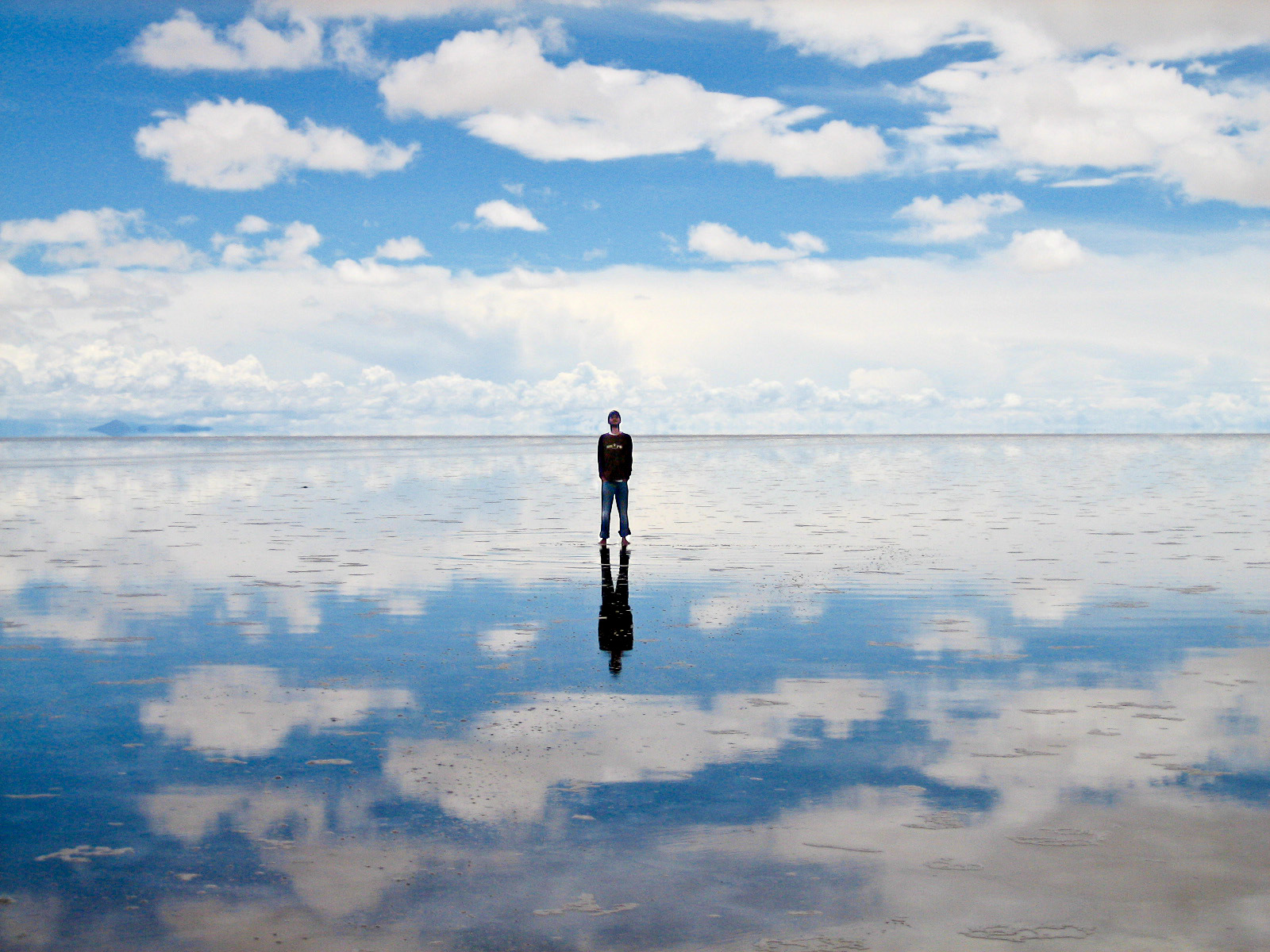
Salar de Uyuni, Bolivia. Foto di Ezequiel Cabrera

Il Movimento Slow è un movimento culturale e gastronomico creato da Carlo Petrini nel 1986.

## Caratteristiche
Il movimento slow propone un cambiamento culturale indirizzato a procedere ad un passo più lento e consapevole nella vita, in diretta contrapposizione alla cultura della "velocità" propria dell'attuale società moderna. Il movimento ebbe inizio con la protesta di Carlo Petrini contro l'apertura di un ristorante McDonald's in Piazza di Spagna a Roma nel 1986 che sfociò nella creazione dell'organizzazione Slow Food. Con il trascorrere del tempo sono sorte nuove iniziative "slow" in altri settori, quali ad esempio Città Slow sull'amministrazione delle città, "Slow Travel" per il tempo libero, Slow design, Slow Medicine per una medicina sobria, rispettosa, giusta, oltre ad ambiti sociali quali il sesso, la salute, l'educazione.
Geir Berthelsen, attraverso l'Istituto Mondiale della Lentezza da lui creato, ha presentato nel 1999 un progetto per un intero "Slow Planet" dove ravvisava la necessità di insegnare a livello globale la via Slow. Carl Honorè nel suo libro Elogio della lentezza ha per primo enunciato come la filosofia Slow possa essere applicata in ogni campo dell'attività umana e ha coniato la frase "Movimento Lento", il Financial Time ha indicato il libro di Honorè "importante per il movimento Slow come fu Il Capitale per il comunismo".
Honorè descrisse così il movimento:
Il Movimento Slow non è organizzato o controllato in una struttura unica; la sua caratteristica fondamentale è che è proposto e mantenuto dalle persone tramite enti no-profit basati essenzialmente sulla fiducia. Anno dopo anno la sua popolarità è cresciuta considerevolmente dopo la nascita di Slow Food e Città Slow in Europa e grazie anche ad altre iniziative che hanno portato la sua diffusione fino all'Australia e al Giappone.
La lentezza o ozio viene intesa nel senso latino del termine otium che sta a significare "pienezza vitale".